# Kardinalzeichen (Astrologie)

Tierkreis mit Qualitäten (Kardinalzeichen rot)

Die Kardinalzeichen (gelegentlich auch tropische Zeichen) sind in der Astrologie neben den Fixzeichen und den veränderlichen Zeichen eine Qualität der  Tierkreiszeichen.
Der aus zwölf Tierkreiszeichen bestehende astrologische Tierkreis kann traditionell in drei Abschnitte zu je vier Tierkreiszeichen unterteilt werden. Jeder Abschnitt beginnt mit dem Tierkreiszeichen der Tag- und Nachtgleichen der Sonne im März, Tierkreiszeichen Widder, bzw. September, Tierkreiszeichen Waage, oder mit den Sonnenwenden im Juni, Tierkreiszeichen Krebs, und Dezember, Tierkreiszeichen Steinbock. Ihnen werden spezielle, kardinale Qualitäten zugeordnet. Jeder Abschnitt, manchmal nicht ganz zutreffend auch als Quadrant bezeichnet, beginnt entsprechend jeweils mit einem kardinalen Tierkreiszeichen, gefolgt von einem festen und veränderlichen Zeichen. Die Kardinalzeichen gelten astrologisch, abgeleitet von der seit der Antike tradierten Zeitqualität der Wochen nach den Sonnenwenden und Äquinoktien, als dynamische Zeichen und symbolisieren die Fähigkeit, Veränderungen und Wechsel herbeizuführen und Projekte um- und durchzusetzen, sie zeigen eine aufbauende und schöpferische Energie, die auch Anregungen aufnehmen kann.